# Mycoporum uniloculatum
Mycoporum uniloculatum är en lavart som beskrevs av R. C. Harris. Mycoporum uniloculatum ingår i släktet Mycoporum och familjen Mycoporaceae.   Inga underarter finns listade i Catalogue of Life.